# Valdemarové
Valdemarové byla vedlejší větev rodu Estridsenů, jež v letech 1157-1241 dovedla Dánsko k výraznému politickému a hospodářskému rozmachu. Prvním z rodu byl Valdemar I. Veliký, který se stal jediným dánským králem v roce 1157.
Valdemar IV. Dánský, poslední mužský člen rodu, zemřel 24. října roku 1375. V okamžiku jeho smrti z jeho šesti potomků byla naživu již jen jediná jeho dcera, nejmladší Markéta. Dánské stavy se sešly v Odensee, aby vybraly nového dánského krále. Velmožové měli volit mezi synem starší dcery Valdemara IV. Ingeborg, meklenburským vévodou Albrechtem a Markétiným synem Olafem, dědicem norského trůnu. Další možností byla nová dynastie.
Volba nakonec přinesla vítězství Olafovi a Markétě. Za krále Dánska byl tedy v roce 1376 vybrán Markétin syn jako Olaf II. s Markétou jako regentkou. Tou zůstala i po Olafově předčasné smrti.

## Dánští králové z rodu Valdemarů
- Valdemar I. Veliký, 1157-1182
- Knut VI., 1182-1202
- Valdemar II. Vítězný, 1202-1241
- Erik IV. Plogpenning 1241-1250
- Abel, 1250-1252
- Kryštof I., 1252-1259
- Erik V. Klipping, 1259-1286
- Erik VI. Menved, 1286-1319
- Kryštof II., 1319-1326 a 1330-1332
- Valdemar III., 1326-1330

- Interregnum 1332–1340

- Valdemar IV. Atterdag, 1340-1375
- Markéta I. Dánská, 1387-1412